# Golden Delicious

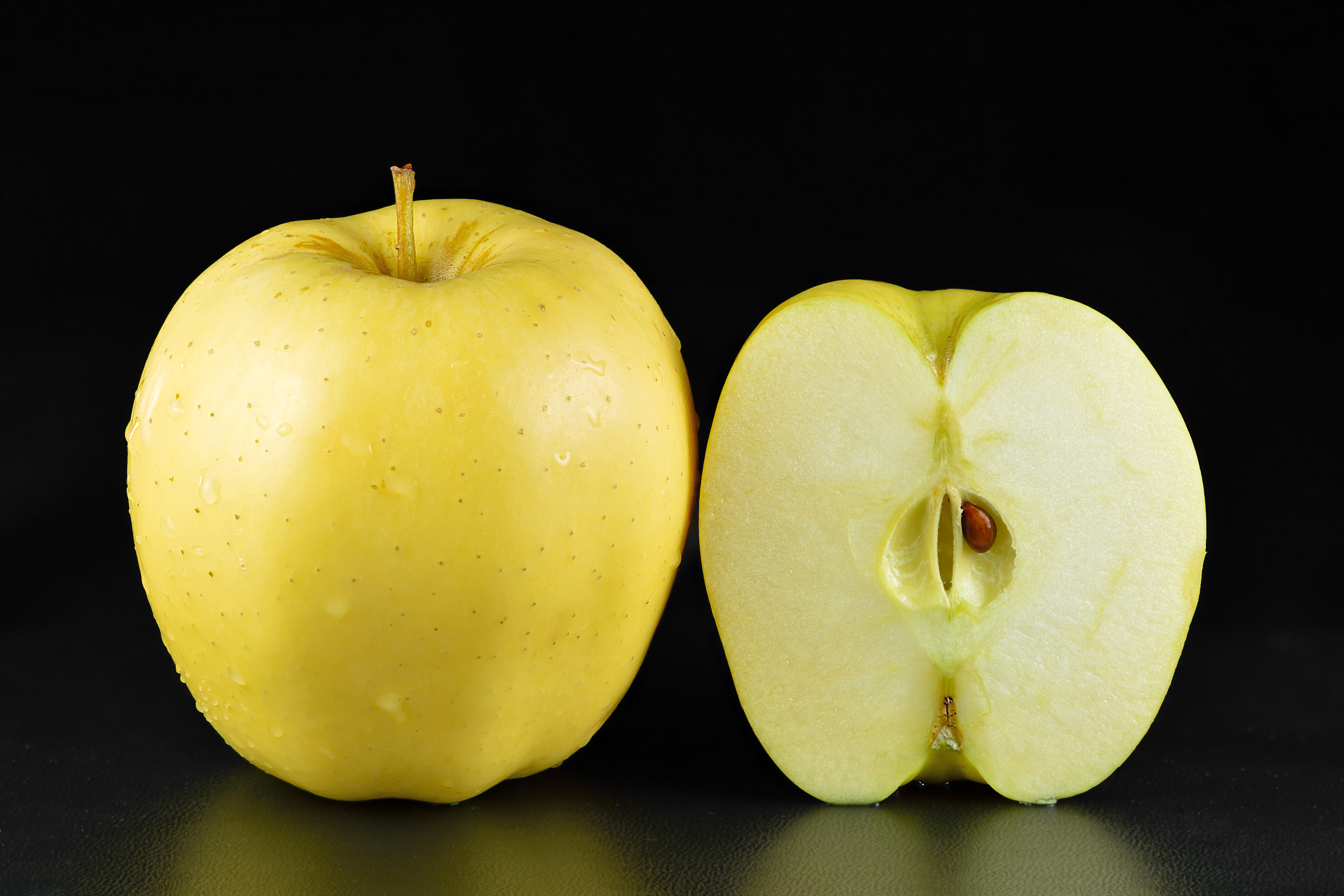
Golden Delicious Äpfel

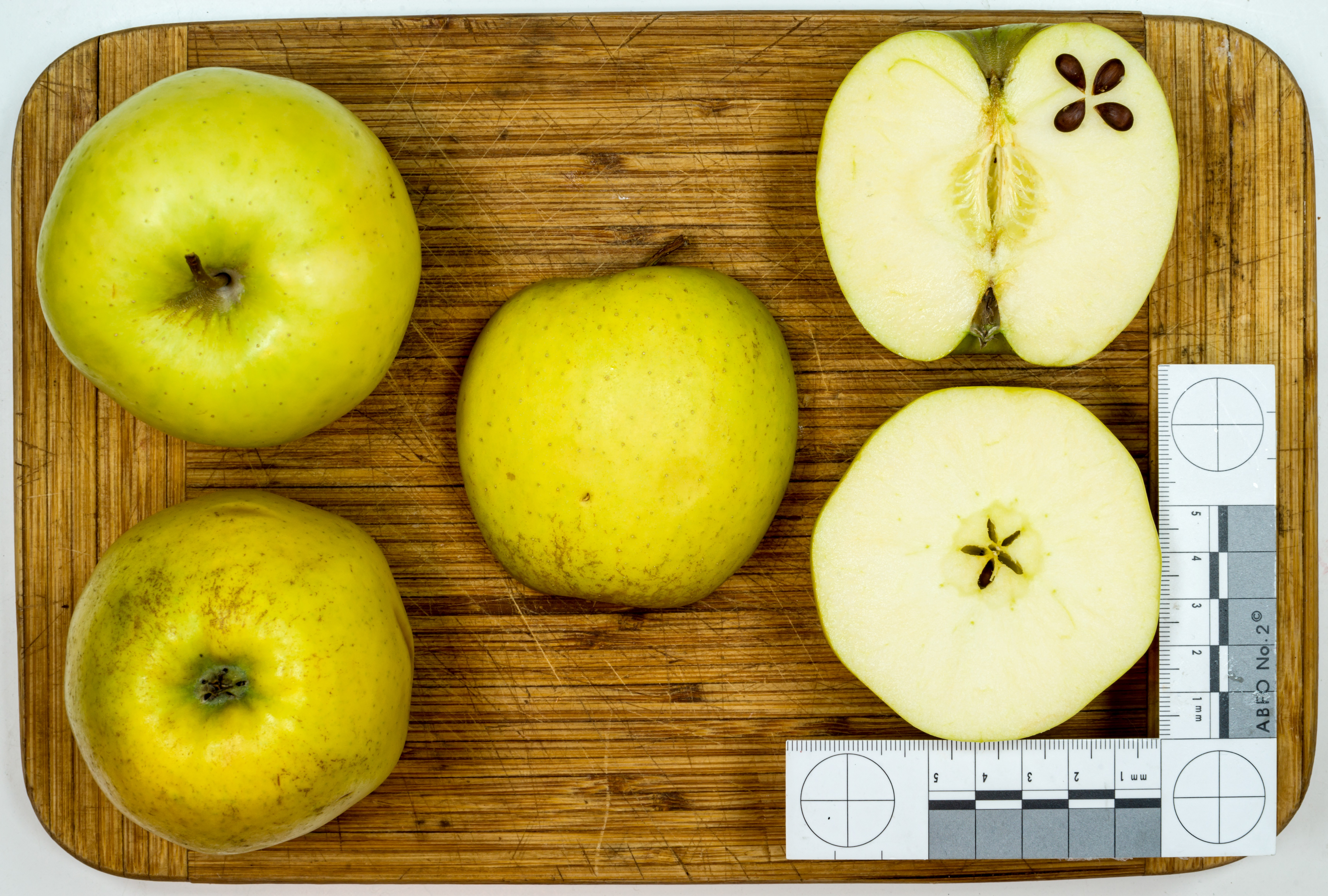
Ansichten der Frucht

Der Golden Delicious [ˈgoʊldən dəˈlɪʃəs] ist eine Tafelobstsorte des Kulturapfels. Er gilt als die wichtigste gelbgrüne Apfelsorte im Welthandel.
Golden Delicious ist ein süßaromatischer Apfel, dessen Baum sehr ertragreich ist. Ursprünglich stammt er aus West Virginia, wird aber seit der Mitte des 20. Jahrhunderts weltweit angebaut. In Deutschland wird er erst am Ende der Wachstumsperiode reif und benötigt klimatisch günstige Bedingungen, um voll auszureifen.
Vor allem aufgrund seines hohen gleichmäßigen Ertrags ist Golden Delicious eine Lieblingssorte der Apfelzüchter. Sein Erbgut ist mittlerweile in zahlreiche im Handel erhältliche Sorten eingeflossen. Von Golden Delicious stammen mehrere andere Sorten ab, die ebenfalls global im kommerziellen Anbau angebaut werden, darunter Elstar, Jonagold, Gala, Cripps Pink, Rubinette und Pinova.
In Deutschland hat Elstar schon lange Golden Delicious als beliebteste Sorte im Anbau abgelöst. Golden Delicious steht noch auf 3,5 Prozent der Fläche, auf der Äpfel angebaut werden. In der Schweiz war Golden Delicious bis 2009 die beliebteste Sorte im Anbau. Auch in Südtirol war der Apfel die am meisten verbreitete Sorte, mit abnehmender Anbaufläche in den letzten Jahren. Während 1992 noch 73 Prozent der Neupflanzungen auf Golden Delicious entfielen, waren es 2016 nur noch 9 Prozent, überholt von Gala mit 39 Prozent, Pink Lady mit 14 Prozent und Red Delicious. In Frankreich und Italien ist Golden Delicious durch mehrere geographische Herkunftsbezeichnungen geschützt.

## Beschreibung

### Früchte

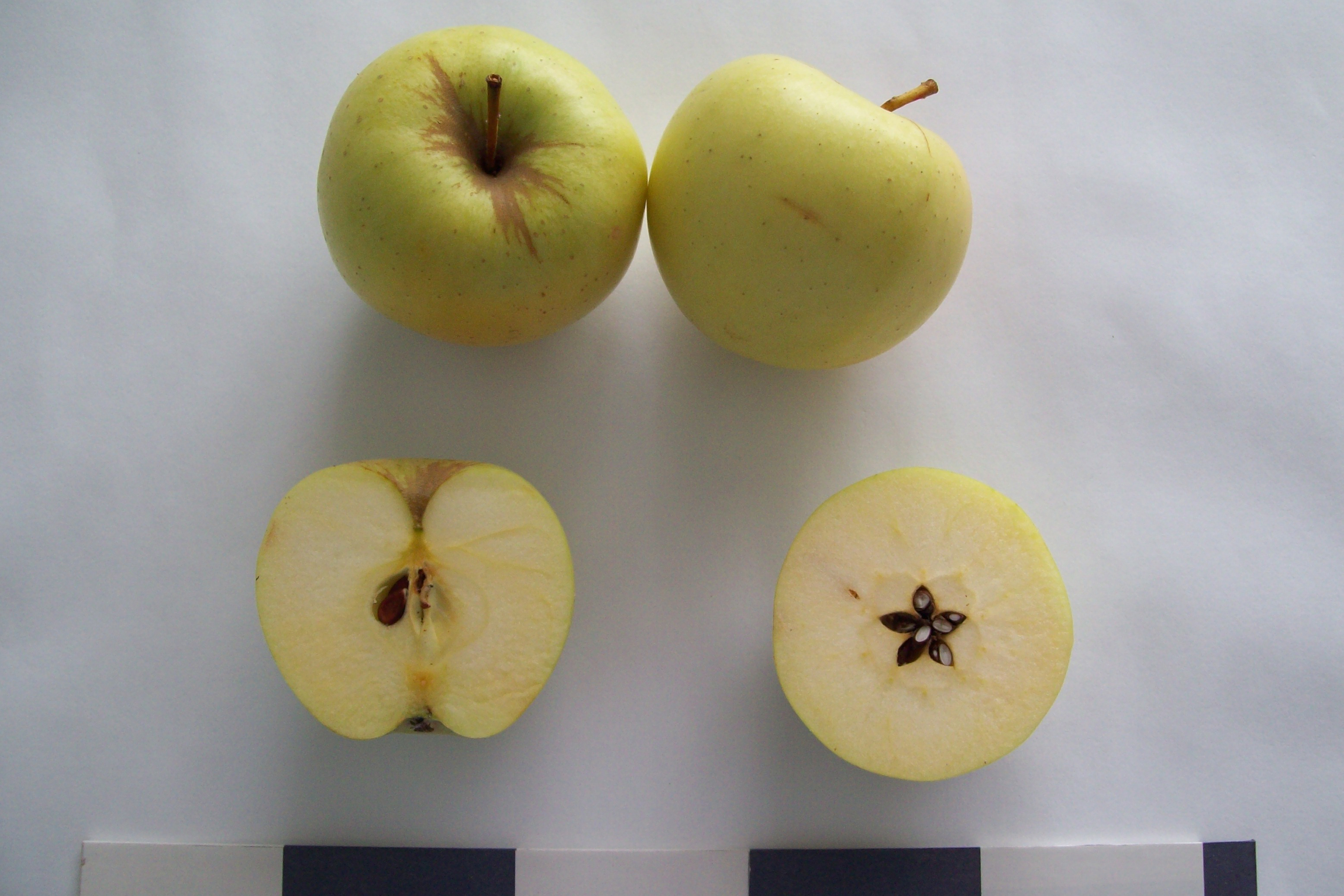
Längs- und Querschnitt

Die Früchte sind grünlich, werden mit Reife cremefarben gelblich und können an der Sonnenseite leicht gerötet sein. Der Apfel entwickelt aber keine roten Streifen. Die Früchte sind mittelgroß bis groß. Sie sind rund bis länglich und gleichmäßig gebaut. Der Körper ist erkennbar gerippt, insbesondere am Kelch sind die fünf Rippen deutlich erkennbar.
Die Stielgrube ist schmal und tief, meist mit etwas Berostung. Der Stiel selbst ist lang und schmal, er sitzt fest in der Stielgrube. Die Kelchgrube ist im Vergleich zu anderen Äpfeln durchschnittlich weit und tief. Die Haut des Golden Delicious ist glatt, trocken und dünn. Bei Anbau in feuchtem Klima kann es zu Berostung kommen. Die Lentizellen sind vergleichsweise groß und von grau-brauner Farbe.
Das cremefarbene Fruchtfleisch ist saftig und fest. Wird Golden Delicious erst spät geerntet, ist sein Fruchtfleisch mehlig. Zum Zeitpunkt der Ernte sollte das Fruchtfleisch eine Festigkeit von 7 bis 8 kg/cm² haben und einen Zuckergehalt von 11,5 bis 13,0° Grad Brix.
Voll ausgereift sind die Äpfel süßaromatisch und etwas anisartig. Golden Delicious hat nur wenig Säure, was sich im Geschmack zeigt. Früchte, die im Schatten hingen, können wässrig schmecken, nicht ausgereifte Äpfel können geschmacksarm sein. Wird Golden Delicious aufgeschnitten, oxidiert das Fruchtfleisch nur langsam.

### Baum
Der Baum ist etwa mittelgroß. Äste und Zweige wachsen in weiten Winkeln voneinander entfernt. Unbeschnitten ist der Baum recht raumgreifend mit Neigung zu herunterhängenden Ästen. Der Baum trägt Früchte an einjährigem Holz und den Astenden.

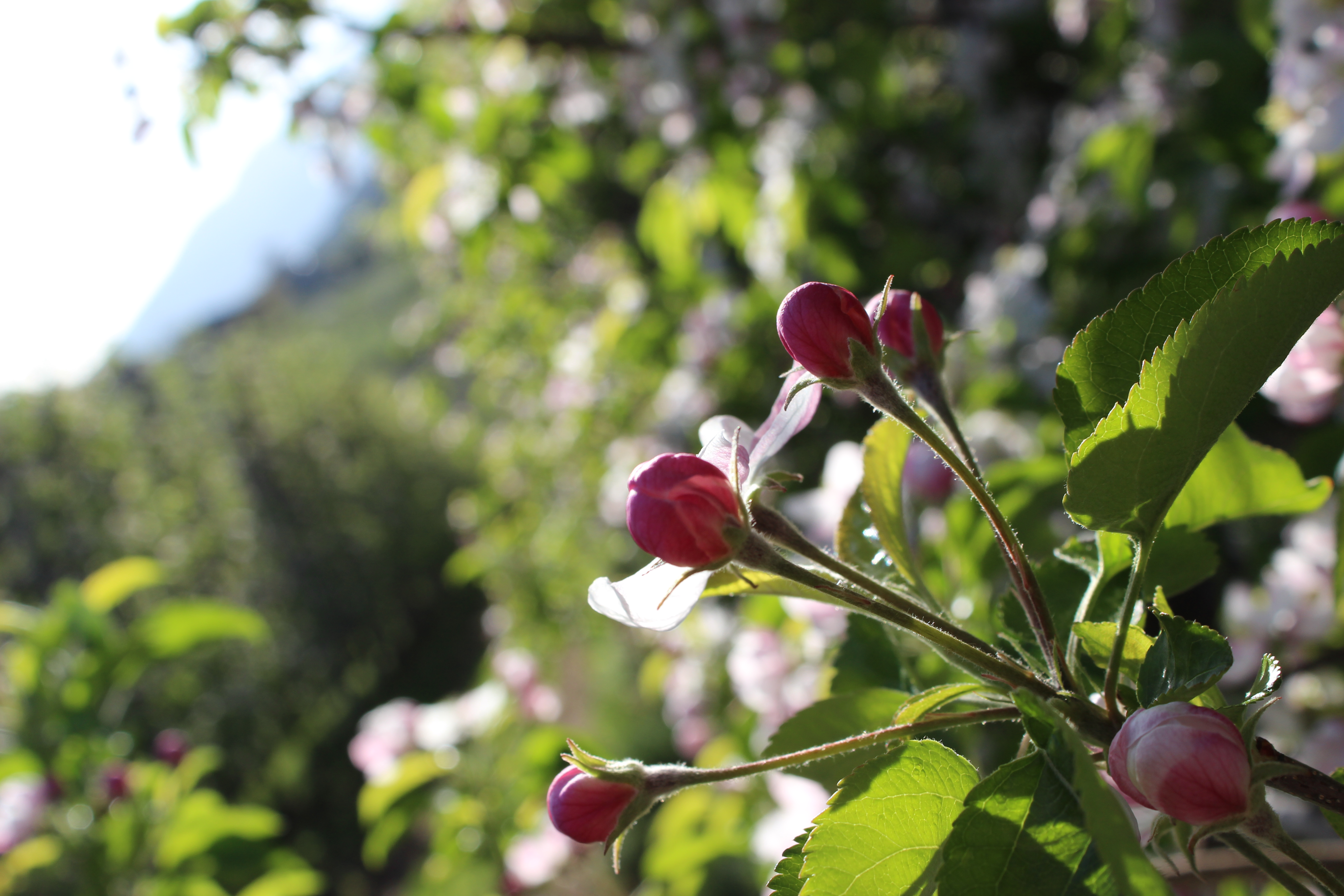
Blütenknospen
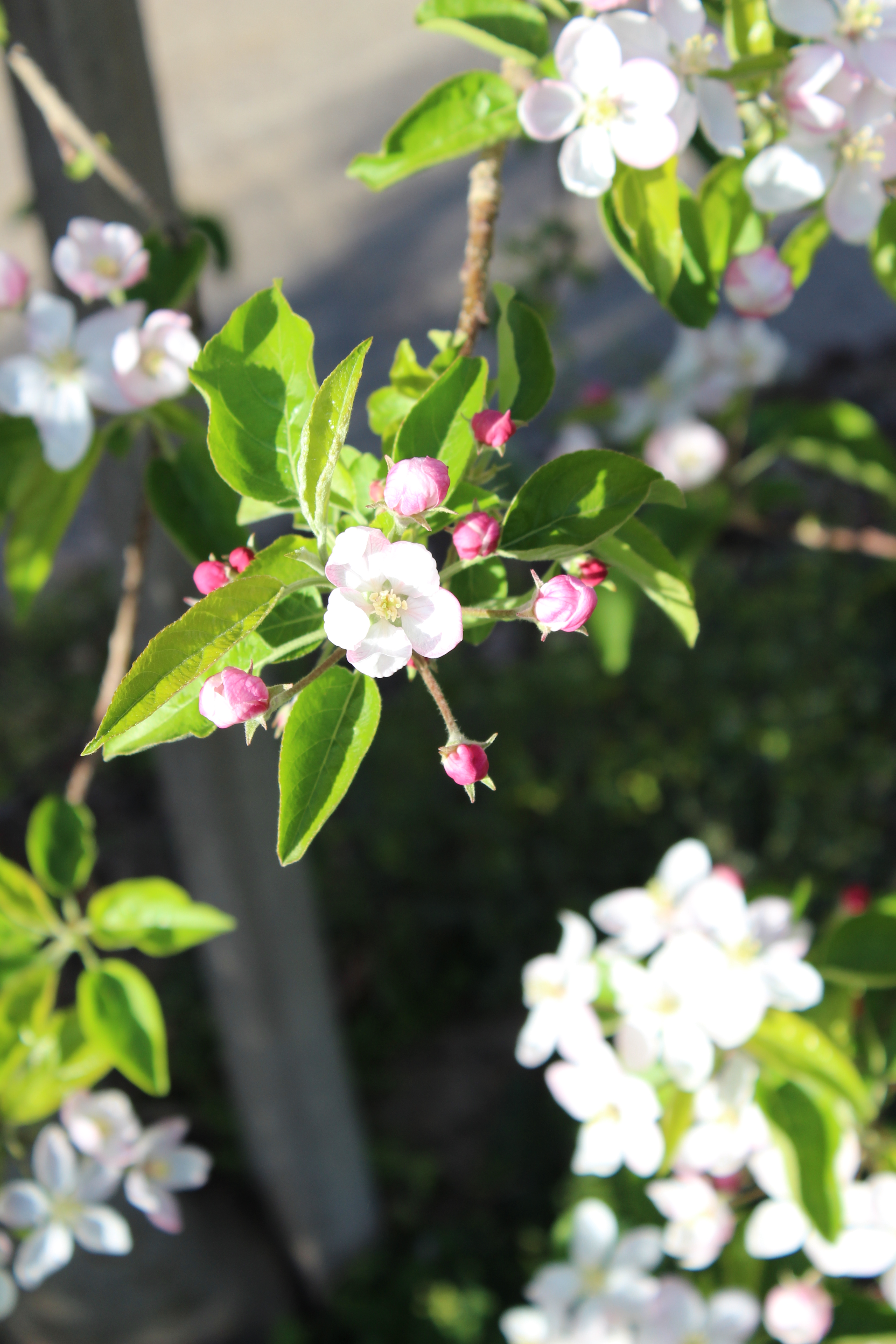
Blüte
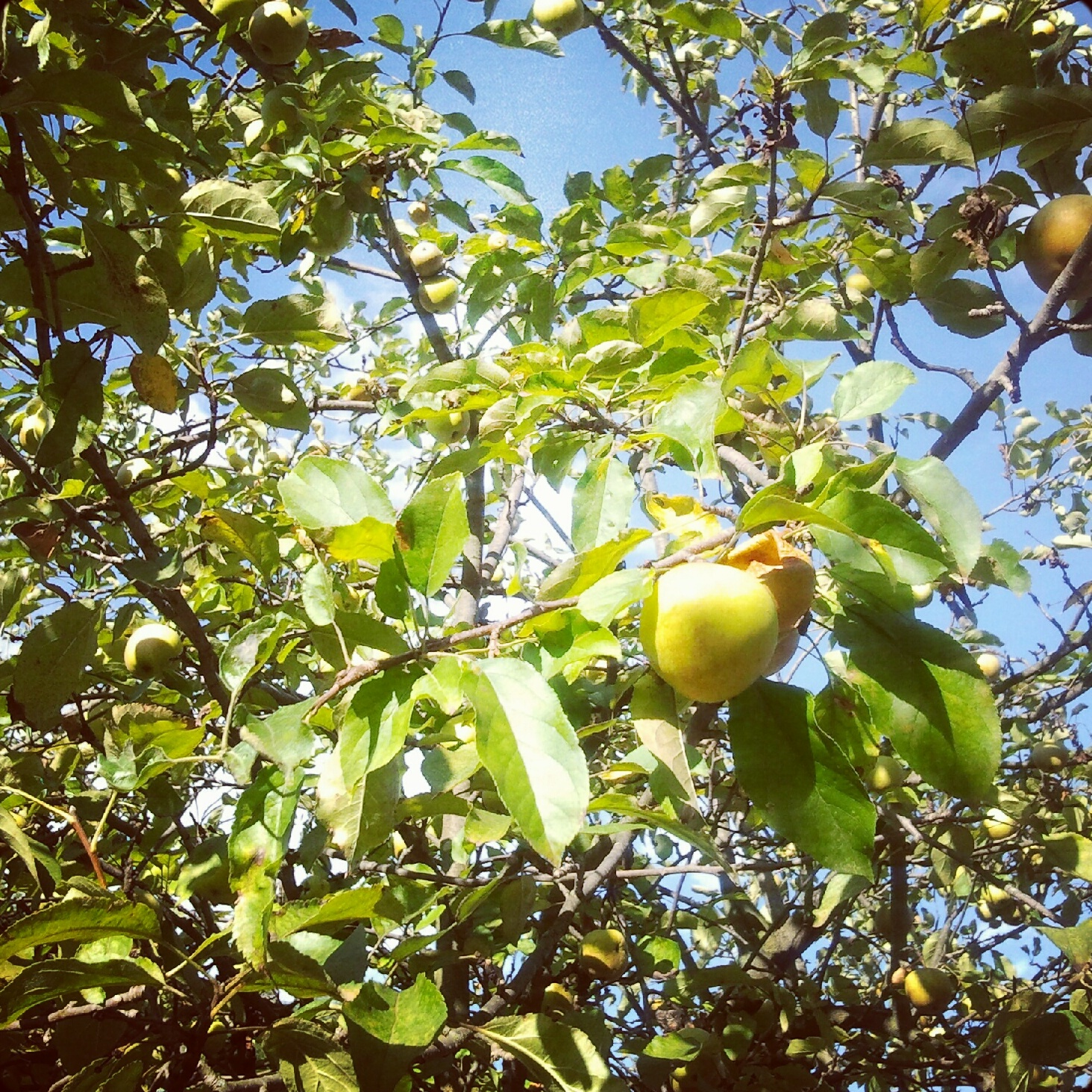
Golden Delicious am Baum

## Geschichte

### Entdeckung und Verkauf an Stark Brothers
Für die Entdeckung des Golden Delicious existieren zwei verschiedene Varianten. Nach der verbreiteteren Variante – die über Jahrzehnte von Stark Brothers verbreitet wurde – entdeckte Anderson H. Mullins im Jahr 1905 in Porter’s Creek in Clay County, West Virginia/USA einen zufällig gewachsenen Apfelbaum mit großen gelben Äpfeln auf seinem Grundstück. Der Baum trug selbst in Jahren reichlich, in denen die anderen seiner Obstbäume kaum Früchte trugen. Die Äpfel vom Baum hielten sich bis in den April. J. M. Mullins, Neffe von Anderson Mullins nahm aber für sich in Anspruch, den Baum bereits 1890 entdeckt zu haben. Als Jugendlicher auf der Farm seines Vaters mähte er das Gras und ließ den Baum am Leben, bis er schließlich Äpfel trug. J. M. Mullins vermutete, dass der ursprüngliche Same von einem der Bäume der Farm stamme, die ebenso vermutlich von der Sorte Golden Reinette waren. Als Vatersorte wird Grimes Golden angenommen, unter anderem da viele gemeinsame Eigenschaften erkennbar sind.

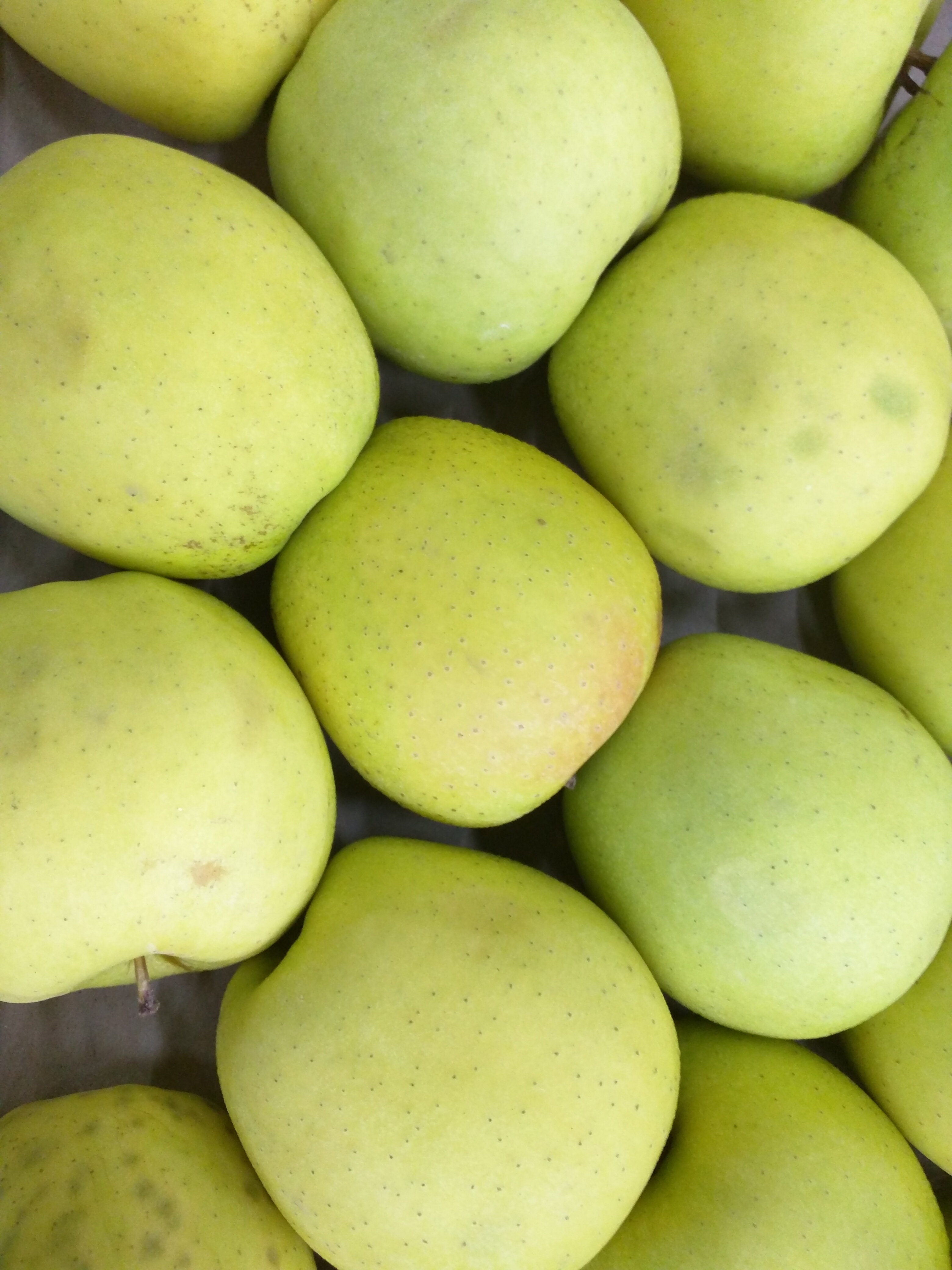
Apfel Golden Delicious

Sicher ist wieder, dass L. L. Mullins, Vater von J. M. Mullins und Bruder von Anderson Mullins das Land samt Apfelbaum Anfang des 20. Jahrhunderts an Anderson Mullins verkaufte. Anderson Mullins nannte den Apfel Mullins Yellow Seedling und schickte im Frühjahr 1914 einige Exemplare an die Stark Brothers in Missouri. Stark hatte bereits erfolgreich die Apfelsorte Red Delicious in den Vereinigten Staaten eingeführt und war einer der erfolgreichsten und aggressivsten Obstzüchter in jener Zeit. Paul Stark, der zu dieser Zeit das Geschäft leitete, war beeindruckt vom Geschmack des Apfels und auch davon, dass er noch im April festes Fruchtfleisch hatte.
Der von Stark später in zahlreichen Katalogen verbreiteten Legende nach, erkannte er das Potenzial des Apfels und machte sich auf den Trail of the Golden Apple ‚Pfad des goldenen Apfels‘: Der Weg führte mit der Bahn, einer Schmalspurbahn und zu Pferde durch die Berge West-Virginias hin zum Grundstück der Mullins. Dort öffnete ihm niemand, und hinter dem Haus sah er nur einen kleinen Obstgarten mit kleinen verkrüppelten Bäumen. Erst auf den zweiten Blick entdeckte er einen allein an einem Berg stehenden großen, reichlich tragenden Apfelbaum. Als er diesen Baum näher in Augenschein nahm, traf Mullins auf ihn und stellte den Apfel vor: „Er heißt Mullins. Ich habe Ihnen einige davon geschickt.“
Stark zahlte an die Familie 5000 US-Dollar (laut Anderson Mullins) beziehungsweise 50 US-Dollar (laut J. M. Mullins) für den Baum und die knapp hundert Quadratmeter Land um ihn herum. Ebenso zahlte Stark der Familie die nächsten 30 Jahre lang 100 Dollar pro Jahr dafür, dass sie sich um den Baum kümmere, und blieb im regelmäßigen Austausch über den Zustand des Originalbaums. Stark ließ auch einen Käfig mit einer batteriebetriebenen Alarmanlage um den Apfelbaum herum bauen. Der Ur-Golden-Delicious starb im Jahr 1958. Reste des Käfigs waren im Jahr 1987 noch zu sehen.

### Im kommerziellen Handel
Im Jahre 1916 brachten Stark Brothers, die schon den Red Delicious vertrieben, den Apfel unter dem Namen Golden Delicious in den Handel. Stark Brothers empfahlen Golden Delicious als perfekte Ergänzung zu Red Delicious. Da Red Delicious sich nicht selbst befruchtete, musste auf Red-Delicious-Plantagen eine weitere Apfelsorte stehen, die Pollen spendete. Golden Delicious, der lange blühte und dabei mehr Pollen produzierte als fast alle anderen Apfelsorten, wurde von Stark extra zu diesem Zweck beworben. Kataloge aus der Mitte des 20. Jahrhunderts sprechen von der Red/Golden-Delicious als „Modellplantage“.
Es dauerte nur wenige Jahre, bis sich Golden Delicious in den USA verbreitete. Die American Pomological Society verlieh ihm 1921 die Wilder Medal. Die Washington Apple Commission, die – im New Deal gegründet – den Obstbau im Staat Washington fördern wollte, empfahl seit den 1930er-Jahren Golden Delicious als Tafelapfel und als Pollenspender. Golden Delicious benötigte jedoch länger, um seine Marktbedeutung zu erlangen, als Red Delicious. 1945, als Red Delicious schon lange den Markt dominierte, lag in den USA der Anteil der Fläche mit Golden Delicious erst bei 1,8 Prozent, von sieben anderen Apfelsorten bauten die Obstbauern mehr an. Erst ab 1950 begann sich die Situation zu ändern. Seit den 1970er- bis in die 2000er-Jahre war Golden Delicious nach Red Delicious die am häufigsten angebaute Sorte in den USA, und Obstplantagen mit Golden Delicious waren auf allen Kontinenten entstanden.
Bedeutung für Golden Delicious hatte dabei der Aufstieg des Obstanbaus in Washington zur wichtigsten Region für Apfelanbau in den USA. In Washington war Golden Delicious über Jahrzehnte die zweite Sorte nach Red Delicious. Zu seinen Hochzeiten in den 1970er-Jahren standen auf 95 Prozent der Anbauflächen in Washington Red Delicious oder Golden Delicious. Golden Delicious wird heute besonders in Europa und den USA angebaut. Während Golden Delicious über Jahrzehnte der dominierende „grüne“ Apfel im Welthandel war, und nach Red Delicious der weltweit am stärksten verbreitete Apfel, hat er seit der Jahrtausendwende Marktanteile an Sorten wie Jonagold, Gala, Fuji oder Elstar verloren. In Washington beispielsweise hat Gala den Golden Delicious im Jahr 2003 überholt, und im Jahr 2010 war Golden Delicious nur auf Platz 5 der Sorten. In den gesamten USA löste Gala Golden Delicious im Jahr 2008 ab. In Europa ist Golden Delicious weiterhin sehr stark verbreitet.

### Gelber Köstlicher in der DDR

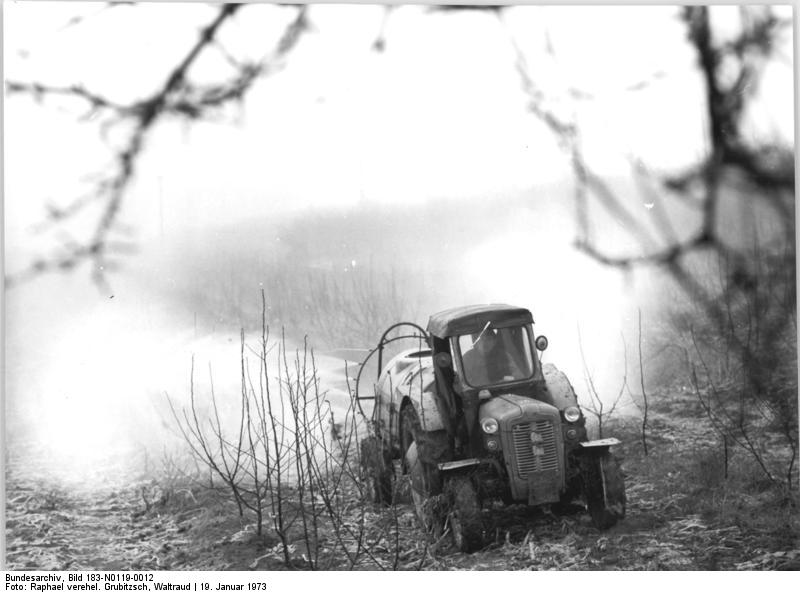
Schädlingsbekämpfung im Apfelanbau in der LPG Dürrweitzschen (1973)

In der DDR war der Golden Delicious, dort „Gelber Köstlicher“ genannt, allgegenwärtig. Bei ungünstigem Klima verliert der Golden Delicious an Aroma, auch muss er früher geerntet werden, bevor er vollreif ist. Der Ertrag bleibt jedoch weiterhin sehr hoch. Obwohl sich das örtliche Klima ungünstig auf sein Aroma auswirkte, führte die Ertragsstärke dazu, dass er überall angebaut wurde. Folge war die Überversorgung mit Mengen von Äpfeln verminderten Aromas. Der frühzeitig geerntete „Gelbe Köstliche“ bekam so auch den Spottnamen „Grüner Grässlicher“ oder „Gelber Würger“.

### Ehrungen und Bezugnahme
Seit der zweiten Hälfte des 20. Jahrhunderts beruft sich West Virginia auf den Golden Delicious. Seit 1972 ist der Apfel an sich offizielles Staatsobst des Staates. Im Jahre 1995 hat West Virginia den allgemeinen Apfel auf den Golden Delicious hin präzisiert. Die Ernennung erfolgte auf Vorschlag der Guyan Valley Junior High. Seit 1973 veranstaltet das Clay County in West Virginia in jedem Herbst das Golden Delicious Festival. Zum Programm gehören Bandauftritte, ein Backwettbewerb, Schönheitswettbewerbe, Motorrad- und Kunstauktionen sowie ein Wettbewerb im Pfannenwurf.

### Spätes 20. Jahrhundert

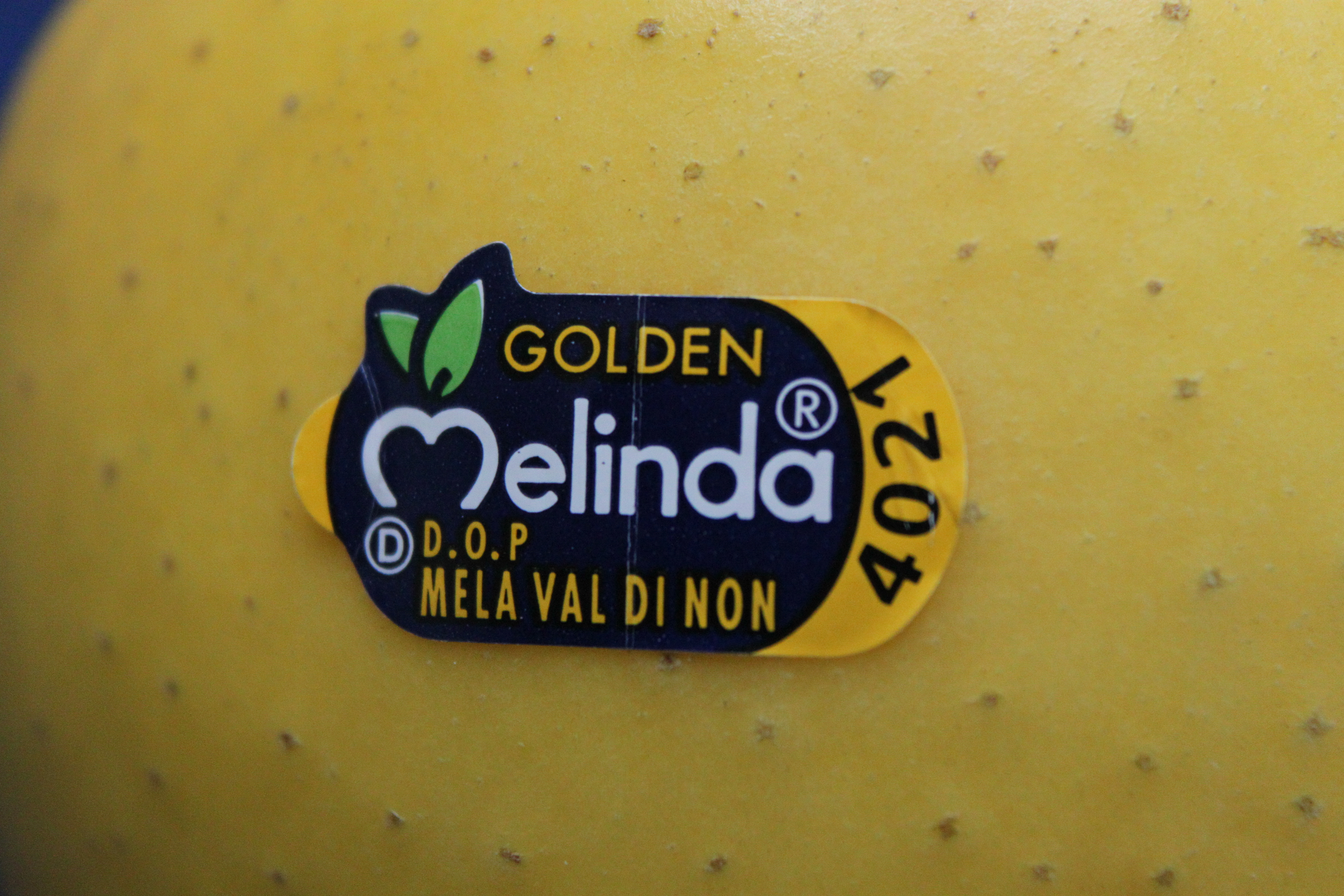
Geschützte Herkunftsbezeichnung auf italienischem Golden Delicious von Melinda

Im Trentino gehören Golden Delicious mit Red Delicious und Kanada-Reinette zu den drei Apfelsorten, die als Obst aus dem Nonstal (Val Di Non) eine geschützte Herkunftsbezeichnung (DOP) haben. Ebenso sind Golden Delicious aus Limousin seit 2005 als AOC Pommes de Limousin geschützt.
Im Jahr 2010 entschlüsselten Forscher an der Fondazione Edmund Mach in Trentino, Italien das gesamte Erbgut des Golden Delicious. Er war damit die erste Apfelsorte, über die diese Kenntnis vorlag. Die Forscher wählten den Apfel, weil er weltweit verbreitet ist und 80 Prozent des Apfelanbaus in der Gegend des Forschungszentrums ausmacht.

### Verbreitung heute
In Deutschland wurde Golden Delicious im Jahr 2012 von 1530 Betrieben auf einer Fläche von insgesamt 982 Hektar kommerziell angebaut. Das entspricht 3,5 Prozent der Fläche des gesamten deutschen Apfelanbaus. Wichtige Anbaugebiete sind Baden-Württemberg mit 364 Hektar, Sachsen mit 221 Hektar und Rheinland-Pfalz mit 141 Hektar.
In der Schweiz war Golden Delicious bis ins Jahr 2009 die beliebteste Sorte im Anbau. Erst im Jahr 2010 wurde sie durch den Golden-Delicious-Nachfolger Gala in der Beliebtheit bei den Obstbauern übertroffen und geriet auf Rang 2.
In der Steiermark und Südtirol ist Golden Delicious immer noch der wichtigste Apfel. Im Gegensatz zu einigen neueren Sorten wie Braeburn konnte Golden Delicious in den letzten Jahren sogar wieder an Anbaufläche hinzugewinnen.

## Anbau

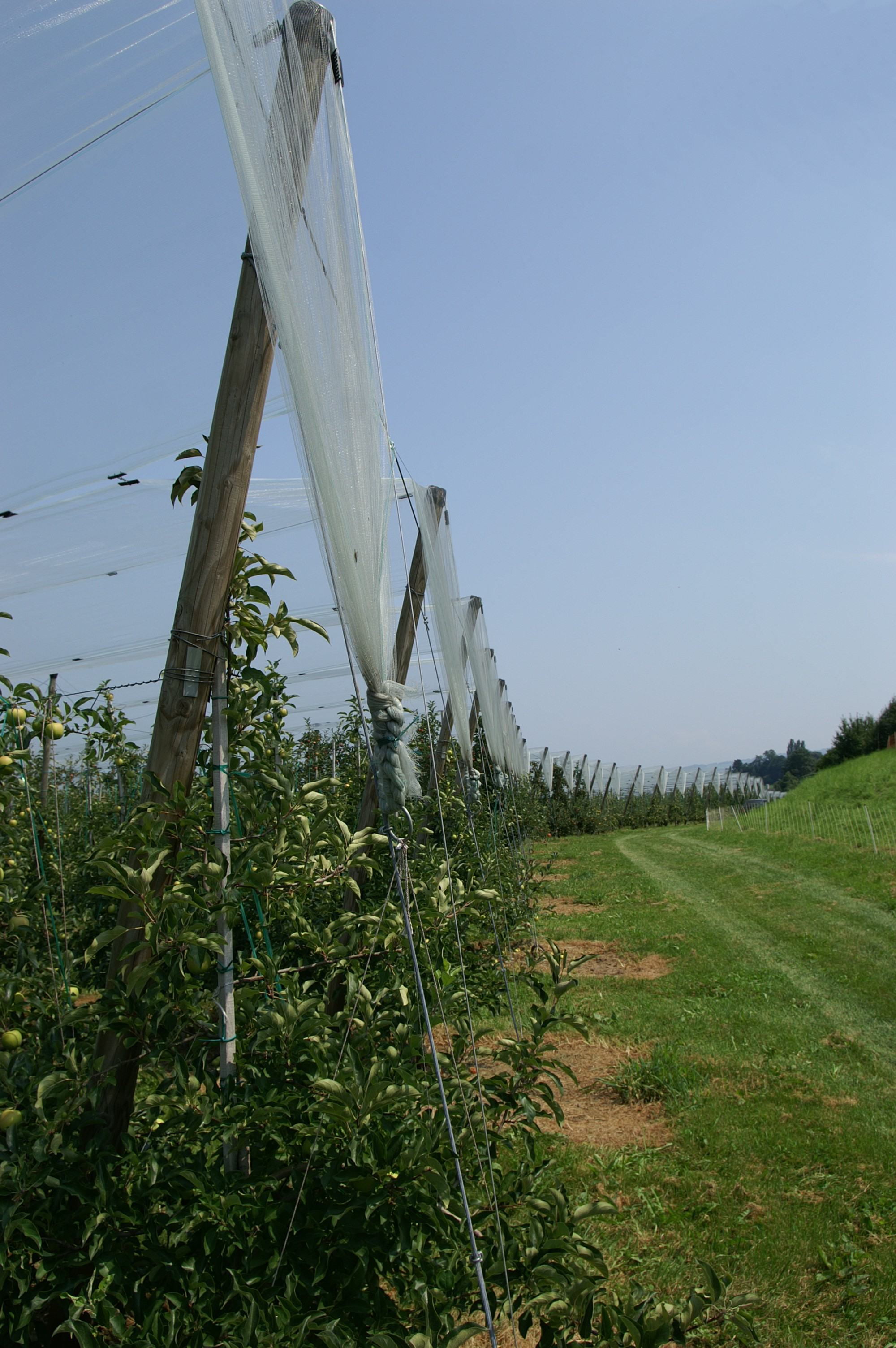
Moderne Obstplantage am Bodensee bei Arbon (Plantage von Golden Delicious, Gala und Topaz)

### Boden und Klima
Golden Delicious toleriert viele Boden- und Klimabedingungen. Allerdings ist er in harten Wintern nicht frostresistent. Der Baum gedeiht am besten auf mäßig feuchten Böden in einem warmen Klima mit trockenen, sonnigen Sommern. Im Alten Land beispielsweise empfiehlt der Obstbauversuchsring den Anbau nur in geschützten Lagen auf humosen Böden.

### Reife und Ernte
Golden Delicious blüht in der Mitte bis Ende der Saison. Dabei produziert er für einen Apfel ungewöhnlich viele Pollen, befruchtet sich aber nur schlecht selber. Im Vergleich zu anderen Äpfeln beginnt Golden Delicious schon im jungen Alter mit der Produktion von Früchten. Der Baum zeigt nur wenig Alternanz.

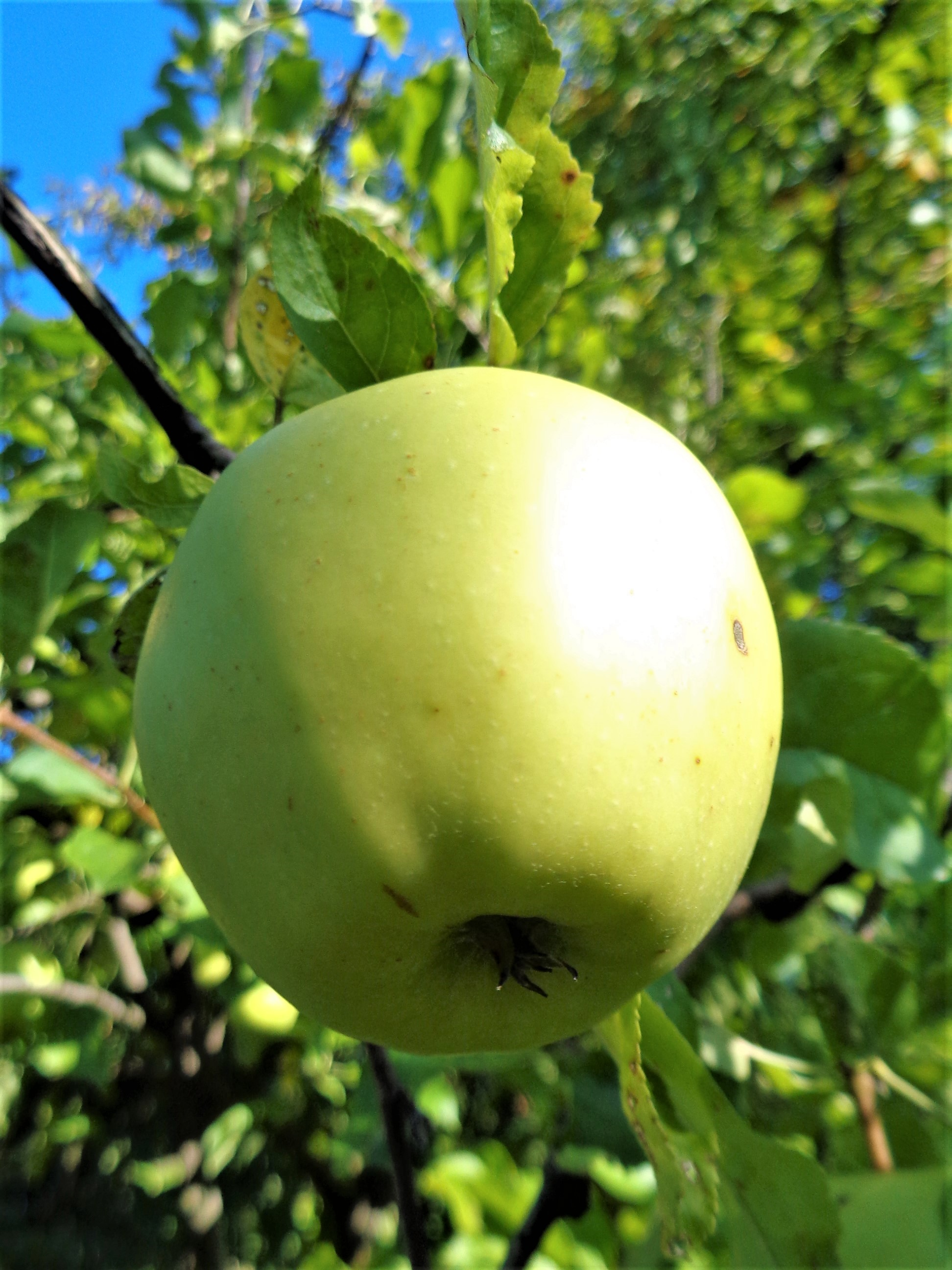
Golden Delicious 'Klon B' vor der Ernte

Der Winterapfel kann in Europa im Oktober geerntet werden und erreicht ab Dezember die Genussreife. Je nach Anbaugebiet und Klima kann es vorkommen, dass die Wachstumsperiode für Golden Delicious zu kurz ist, die Äpfel nicht voll ausreifen und dementsprechend bei der Ernte im Geschmack beeinträchtigt sind. Die Ernte findet meistens in nur einem Durchgang statt. Der gewählte Zeitpunkt ist meist, wenn die Farbe der Früchte sich von grün nach gelb verändert.
Der Baum verliert im Normalfall keine Früchte vor der Ernte. Unter guten Bedingungen ist der Baum sehr ertragreich. Golden Delicious gilt als Maßstab für den Ertrag anderer Sorten, wobei deren Ertrag als Prozentzahl des Golden-Delicious-Ertrags unter gleichen Bedingungen angegeben wird.

### Befruchtung
Der Golden Delicious ist diploid, teilweise selbstbefruchtend, und produziert im Vergleich zu anderen Äpfeln sehr viele Pollen. Geeignete Befruchter sind Braeburn, Cox Orange, Milwa, Elstar, Gala, Idared, Pinova, Rubinette und Summerred. Teilweise werden Chemikalien benutzt, um Berostung am Apfel zu verhindern.

### Lagerung
In Deutschland hält sich Golden Delicious im Frischluftlager bis Dezember. Im CA-Lager ist er bis über den Juni hinaus haltbar. Unter optimalen Bedingungen hält sich Golden Delicious bis zur nächsten Ernte. Die Äpfel können gekühlt bis März gelagert werden, im CA-Lager hält sich der Apfel in Europa bis in den Juli. Optimale Bedingungen im CA-Lager hängen von der Region ab. Sie liegen zwischen 1 und 3 Prozent Sauerstoff und 0 bis 4 Prozent Kohlendioxid bei −0,5 bis 2 Grad Celsius.
An der Haut beschädigte Äpfel sind anfällig für Lagerfäule. Um eine schrumpelige Haut zu vermeiden, wird diese vor dem Einlagern meist gewachst.

### Anfälligkeiten und Resistenzen
Golden Delicous ist sehr anfällig für Apfelschorf. Der Baum wird deshalb auch für Haus- und Liebhabergärten nicht empfohlen. Schalenbräune tritt in manchen Anbaugebieten im Lager auf, wird aber durch die Lagerung im CA-Lager verhindert.  Die Mehltau-Anfälligkeit hängt von der Anbauregion ab und ist in Baden-Württemberg beispielsweise kaum vorhanden. Golden Delicious ist anfällig gegen Rostpilze der Art Gymnosporangium clavipes und der Art Gymnosporangium juniperi-virginianae, ebenso wie gegen die Apfelblutlaus. Gegen Feuerbrand ist der Apfel mittelmäßig resistent, und als einer der wenigen Äpfel ist er resistent gegen Obstbaumkrebs.

## Verwendung
Golden Delicious ist ein Tafelapfel. Er zerfällt beim Kochen und Backen kaum und eignet sich deshalb für kulinarische Verwendung, bei der der Apfel noch als solcher erkennbar sein soll. Benutzt wird er für Apfelmus und Babynahrung. Aus Golden Delicious wird ein Obstbrand hergestellt, der ebenso wie etwa Williams-Christ-Brand über ein unverkennbares Aroma verfügt.

## Mutanten
Wie von allen verbreiteten Apfelsorten, sind zahlreiche Mutanten in den Handel gekommen. Mindestens 60 verschiedene Varianten wurden zwischenzeitlich kommerziell angebaut. Verschiedene andere Varianten unterscheiden sich beispielsweise im Grad der Berostung, Färbung, Fruchtgröße, Baumgröße, Alternanz oder der Resistenz gegen Mehltau. In Europa sind vor allem die Mutanten ‘Golden Klon B’ und ‘Golden Reinders’ verbreitet, die beide weniger Berostung haben als die Urform, außerdem aber auch ‘Parsi de rosa’, ‘Leratess Pinkgold’ und ‘Smothee’. In den USA ist die Mutante ‘Smothee’ weit verbreitet. ‘Klon B’ ist dabei eine freie Variante, die von jedermann kommerziell vermehrt werden kann, ohne irgendwelche Sortenrechte zu verletzen. ‘Reinders’ und ‘Smothee’ sind beide markenrechtlich geschützt, ‘Parsi de rosa’, ‘Leratess Pinkgold’ marken- und sortenrechtlich, sie alle müssen zum Anbau lizenziert werden.
‘Reinders’ ist die neuere der beiden europäischen Hauptmutanten und wird seit den 1990ern angepflanzt. Dabei weist ‘Reinders’ weniger Berostung auf als ‘Klon B’. ‘Reinders’ ist aber auch grüner in der Farbe und spitzförmiger als ‘Klon B’. Das Erntefernster – der Zeitraum, in dem der Apfel geerntet werden kann – ist bei ‘Reinders’ kleiner als bei ‘Klon B’. Während ‘Klon B’ bis zu drei Wochen ohne nennenswerten Qualitätsverlust geerntet werden kann, fallen ‘Reinders’-Äpfel etwa zwei Wochen nach Beginn der Pflückreife vom Baum. ‘Klon B’ wurde 1936 in den USA entdeckt und seit den 1960ern in Europa verbreitet. Durch seine weite Verbreitung gelten prominente Eigenschaften von ‘Klon B’, wie die Form und die auffallenden Lentizellen, mittlerweile als typisch für die ganze Sorte. Von ‘Klon B’ wiederum sind weitere Varianten im Handel. ‘Leratess Pinkgold’ hat einen etwas höheren Zuckergehalt als ‘Klon B und eine bei vielen Verbrauchern beliebtere leichte Rotfärbung. Allerdings neigt auch er zur Berostung und die Farbausprägung ist uneinheitlich. ‘Parsi de rosa’ hat die typische Form von ‘Klon B’, auch ausgeprägte Lentizellen, aber eine ausgeprägtere rote Deckfarbe und eine deutlich glattere Haut als ‘Klon B’.
In den USA ist ‘Smothee’ am stärksten verbreitet. Die Variante stammt aus dem Jahr 1958 und ist seit 1967 im Handel. In Europa ist er seit den 1980ern verbreitet. ‘Smothee’ zeigt deutlich weniger Berostung als die Urform und ist von den im Handel verbreiteten Mutanten die rostärmste. ‘Smothee’ hat höhere Erträge als die Standardform, lässt sich aber auch schwer ausdünnen. In der Praxis sind die geernteten Äpfel deshalb meist kleiner als bei anderen Varianten.
Verbreitete Mutanten sind beispielsweise ‘Starkspur Golden Delicious’, ‘Golden Glory’, ‘Goldspur’, ‘Lutz’, ‘Lysgolden’ und ‘Belgolden’. Andere weitgehend berostungsfreie Mutanten, die aber noch nicht weit verbreitet sind, sind ‘Mema Golden’ und ‘Golden Orange’, die beide eine rötliche Backenfärbung auf der Sonnenseite aufweisen. ‘Golden Orange’ ist auch vergleichsweise schorfresistent, allerdings druckempfindlich und weniger gut lagerfähig als andere Mutanten. Auch noch im kommerziellen Anbau kommen vor: ‘Anglia’, ‘Anvil Super-Golden’, ‘Ba-Wü’, ‘Belgolden Champagner’, ‘Bovey 85’, ‘Crielaard’, ‘Dania’, ‘Dänemark’, ‘Dould’, ‘Early Gold’, ‘Elbee’, ‘Ellis No. 1’, ‘Frazier Goldenspur’, ‘Golden Eyre’, ‘Golden geschlitzt’, ‘Goldenir’, ‘Goldensheen’, ‘Haidegg’, ‘Harvey’, ‘Klon 85’, ‘Klon 88’, ‘Lutzgolden’, ‘Mauch’, ‘Missouri’, ‘Nania’, ‘Oregon’, ‘Perleberg Sci. 2’, ‘Primerose’, ‘Resista’, ‘Rosa Gold’, ‘Rugginosa’, ‘Rugos’, ‘Russet Golden’, ‘Sans Rugos’, ‘Schweiz’, ‘Shay’, ‘Smith’, ‘Starkgolden’, ‘Sturdyspur’, ‘Sundale’, ‘Testerspur’, ‘Vinson’, ‘Weinsberg’, ‘Whisley’ und ‘Yellow Spur’.

## Sorten, die von Golden Delicious abstammen

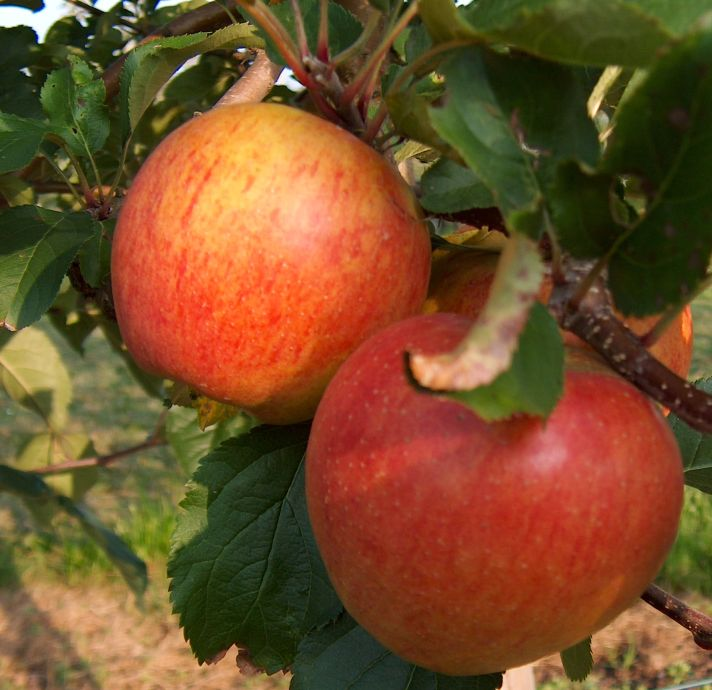
Rubinette
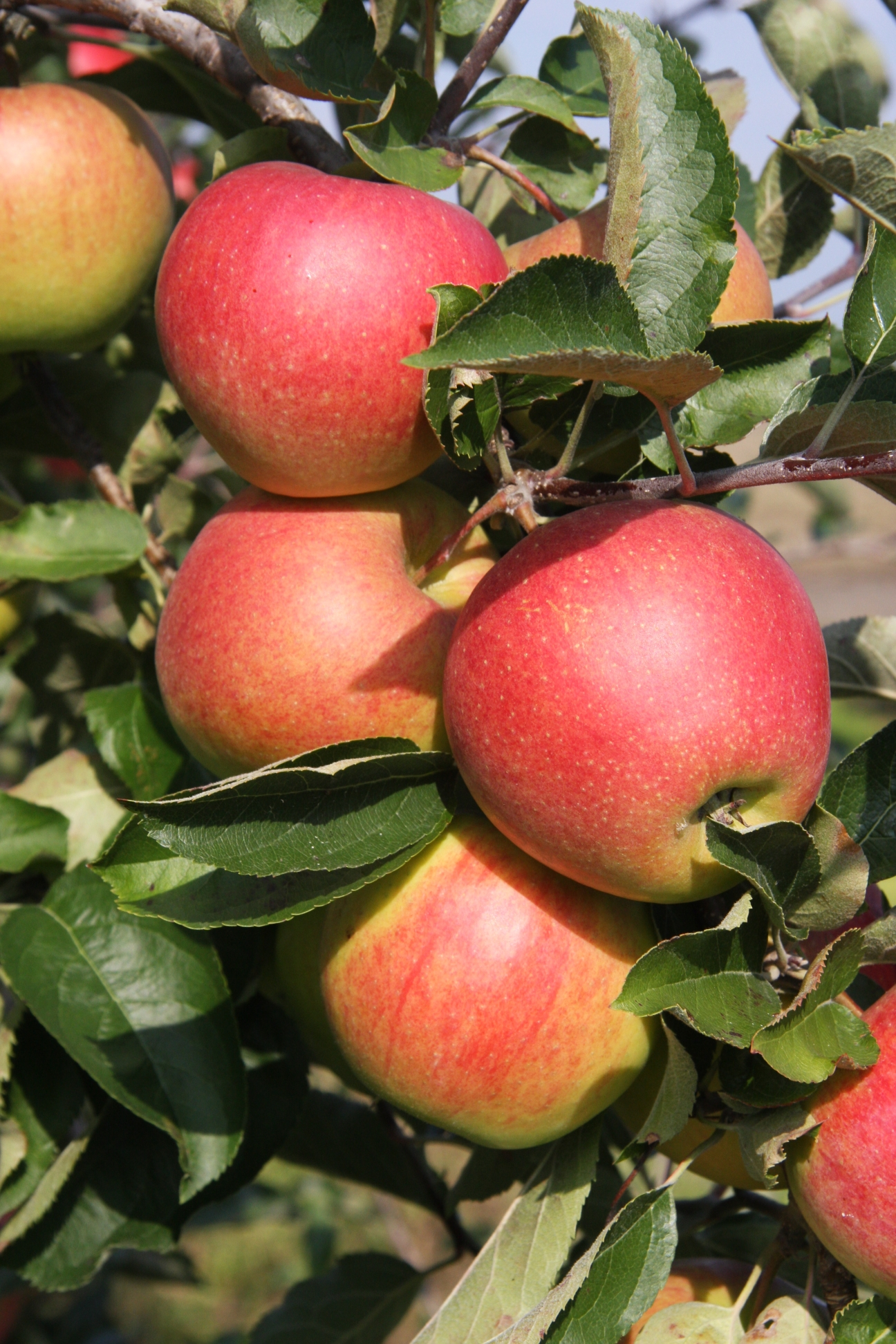
Jonagold
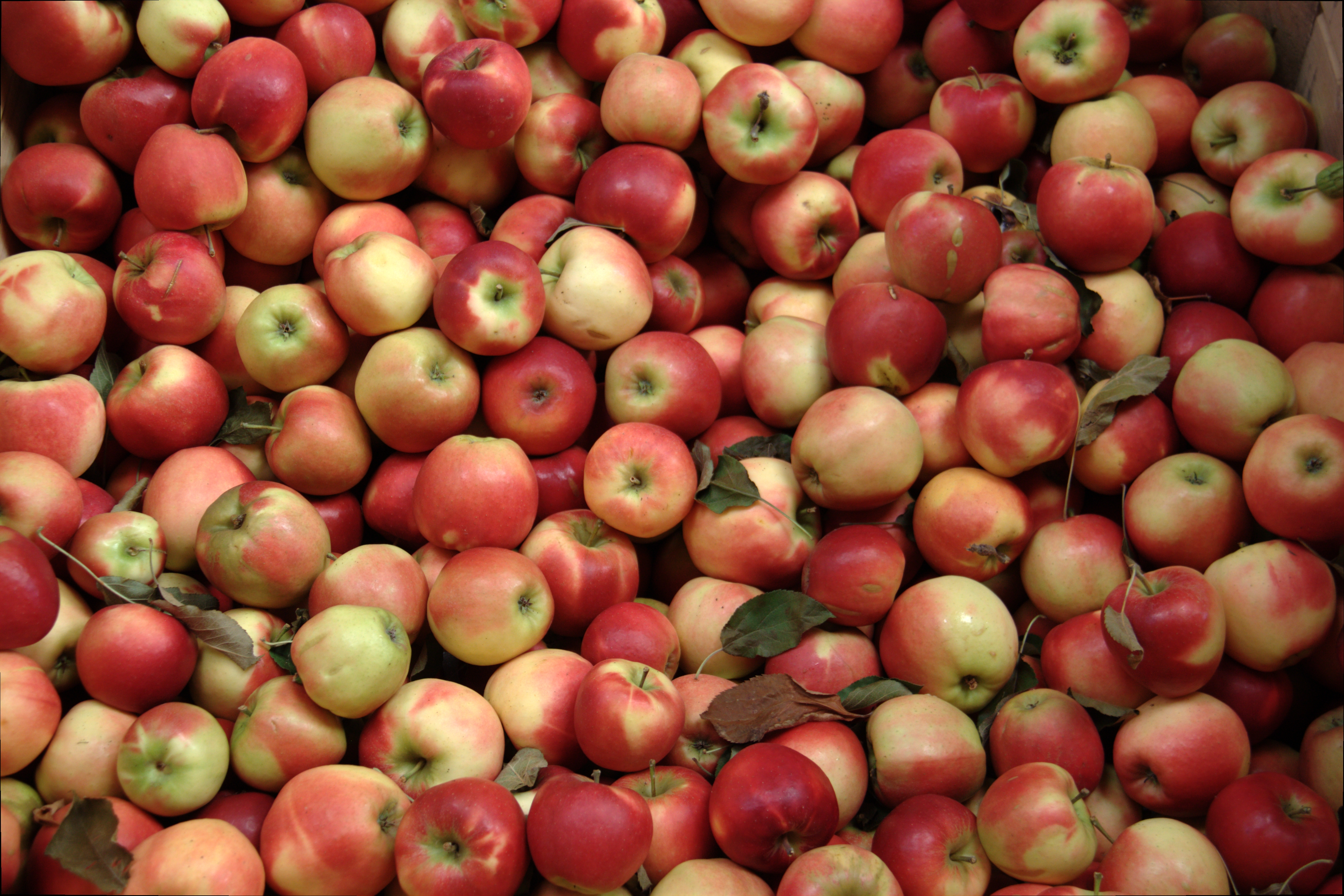
Elstar
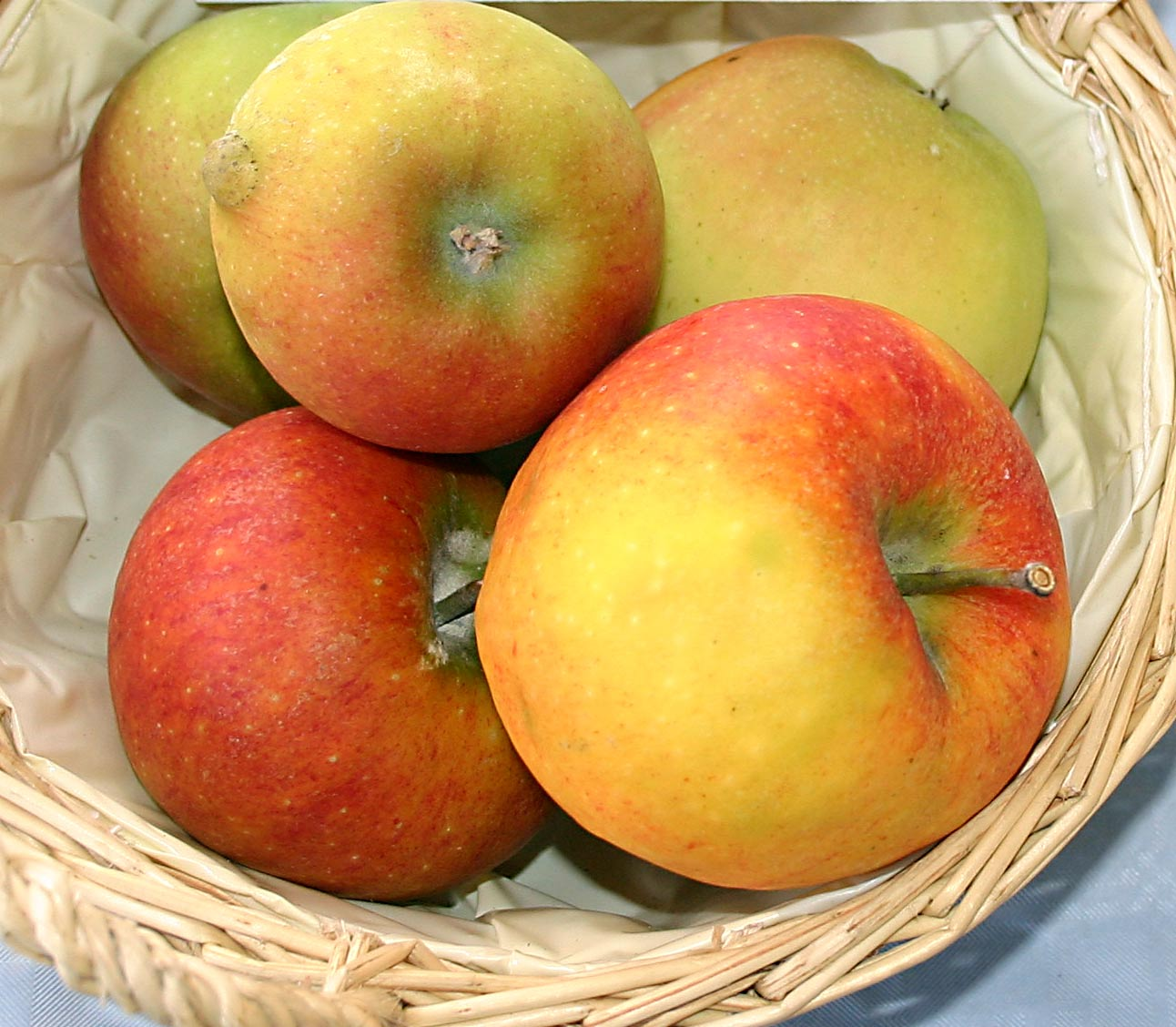
Delcorf

Golden Delicious war lange Zeit der Weltmaßstab für einen guten Ertrag. Golden Delicious ist vergleichsweise einfach in der Aufzucht. Sein Geschmack konnte sich weltweit durchsetzen. Deshalb wurde die Sorte in zahlreichen Zuchtprogrammen verwendet, um diese Eigenschaften weiter zu vererben. Golden Delicious gehört zu den fünf Sorten, auf die ein Großteil der heute auf dem Weltmarkt gehandelten Äpfel zurückgehen. Golden Delicious’ ist Elternsorte von mehreren Sorten, die heute weltweit gehandelt werden, seine Nachkommen dominieren schon heute den Weltmarkt. Darunter sind global gepflanzte Sorten wie ‘Elstar’, ‘Jonagold’, ‘Gala’, ‘Cripps Pink’, sowie mehreren Liebhabersorten wie ‘Rubinette’ und ‘Pinova’. Ebenfalls in größerem Maßstab kommerziell angebaut werden ‘Mutsu’ ‘Arlet’, ‘Delblush’, ‘Delcorf’, ‘Creston’, ‘Summerred’, ‘Fu Shuai’, ‘Sekaiichi’, ‘Shizuka’, ‘Pirella’, ‘Kinsei’, ‘Sweet Caroline’, ‘Falstaff’, ‘Xinguan’, ‘Tsugaru’, ‘Shamrock’, ‘Orin’, ‘Maigold’, ‘Delbard Jubile’, ‘Sir Prize’, ‘GoldRush’, ‘Primiera’, ‘Ariwa’, ‘Florina’, ‘Princesa’, ‘Enterprise’, ‘Baujade’, ‘Freedom’, ‘Priam’, ‘Prima’ und ‘UEB 32642’ (Markenname Opal).

## Trivia
2013 gab der US-amerikanische United States Postal Service vier Briefmarken im Wert von 33 Cent mit Abbildungen von Äpfeln heraus. Abgebildet wurden neben dem Baldwin, dem Northern Spy und dem Granny Smith auch der Golden Delicious.